# Baranów (Trzydnik Mały)
Baranów – część wsi Trzydnik Mały w Polsce położona w województwie lubelskim, w powiecie kraśnickim, w gminie Trzydnik Duży.
W latach 1975–1998 Baranów administracyjnie należał do województwa tarnobrzeskiego.